# Táo Berber
Táo Berber (danh pháp khoa học: Ziziphus lotus) là một loài cây bụi lá sớm rụng trong họ Táo (Rhamnaceae), bản địa của khu vực ven Địa Trung Hải, bao gồm cả Sahara ở Maroc.

## Miêu tả

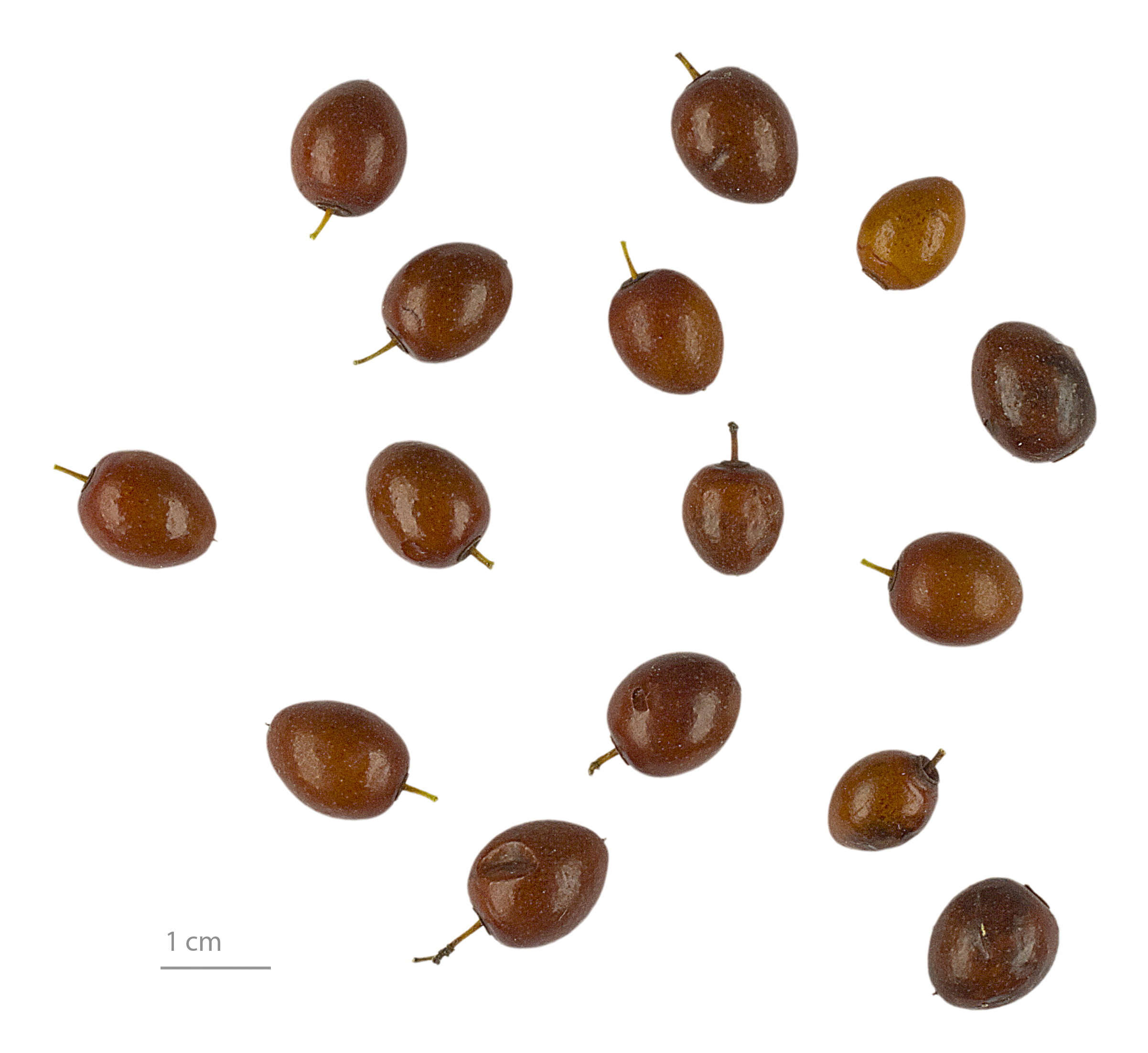
Ziziphus lotus

Ziziphus lotus có thể cao tới 2–5 mét (6,6–16,4 ft), với các lá xanh lục bóng dài khoảng 5 cm. Quả ăn được là loại quả hạch màu vàng sẫm hình cầu, đường kính 1-1,5 cm. Các tên gọi thông dụng trong tiếng Ả Rập là sidr, rubeida ("theo kiểu thu gọn của ngọn cây"), nbeg tại Tunisia và annab tại Liban.
Nó có quan hệ họ hàng gần với táo tàu (Ziziphus zizyphus), và là một trong những ứng viên của tên gọi cây Lotus (cây hưởng lạc) trong thần thoại Hy Lạp.